# Перес-Сала, Луис
Луис Перес Сала  (исп. Luis Pérez-Sala, 15 мая 1959 года, Барселона) — испанский автогонщик, участник чемпионата мира по автогонкам в классе Формула-1.

## Биография
В 1985 году соревновался в итальянской Формуле-3, выиграл одну гонку. В 1986-87 годах участвовал в международном чемпионате Формулы-3000, одержал четыре победы за два года. В 1988-89 годах выступал в чемпионате мира Формулы-1 в команде «Минарди», шесть раз не прошёл квалификацию, лучший результат - шестое место на Гран-при Великобритании 1989 года. После ухода из Формулы-1 соревновался в испанском чемпионате кузовных автомобилей.

В июле 2011 года стал спортивным советником команды Формулы-1 «HRT F1 Team», а с декабря 2011 года руководит этой испанской командой.

## Результаты выступлений в Формуле-1
| Легенда к таблице |                                                                    |
| --- | ------------------------------------------------------------------ |
| В таблице перечислены результаты всех Гран-при Формулы-1, в которых принимал участие гонщик. Строками таблицы являются сезоны, столбцами — этапы чемпионата мира. В каждой клетке указаны сокращённое название этапа и результат, дополнительно обозначенный цветом. Расшифровка обозначений и цветов представлена в нижеследующей таблице. |                                                                    |
| \| Пример \| Описание \| \| ------------ \| ------------------------------------------------------------------ \| \| 1 \| Победитель \| \| 2 \| Второе место \| \| 3 \| Третье место \| \| 5 \| Финишировал, заработав очки \| \| Сход \| Не финишировал, но при этом заработал очки \| \| 12 \| Финишировал, не получив очков \| \| НКЛ \| Финишировал, но не попал в финальную классификацию \| \| 15 \| Участвовал вне зачёта, либо по отдельной классификации \| \| 18 \| Не финишировал, но попал в финальную классификацию \| \| Сход \| Не финишировал \| \| НКВ \| Не прошёл квалификацию \| \| НПКВ \| Не прошёл предквалификацию \| \| ДСК \| Дисквалифицирован \| \| ИСК \| Исключён из протокола соревнований \| \| ТТ \| Заявлен для участия только в тренировках \| \| НС \| Участвовал в квалификации, но не стартовал в гонке \| \| Т \| Травмирован или болен \| \| ОТК \| Отказ от участия \| \| НТР \| Прибыл на соревнования, но на трассу не выезжал \| \| НПР \| Был заявлен в числе участников, но не прибыл к началу соревнований \| \| О \| Соревнования отменены \| \| \| Не участвовал \| \| Поул-позиция \| \| \| Быстрый круг \| \| |                                                                    |
| Пример | Описание                                                           |
| 1 | Победитель                                                         |
| 2 | Второе место                                                       |
| 3 | Третье место                                                       |
| 5 | Финишировал, заработав очки                                        |
| Сход | Не финишировал, но при этом заработал очки                         |
| 12 | Финишировал, не получив очков                                      |
| НКЛ | Финишировал, но не попал в финальную классификацию                 |
| 15 | Участвовал вне зачёта, либо по отдельной классификации             |
| 18 | Не финишировал, но попал в финальную классификацию                 |
| Сход | Не финишировал                                                     |
| НКВ | Не прошёл квалификацию                                             |
| НПКВ | Не прошёл предквалификацию                                         |
| ДСК | Дисквалифицирован                                                  |
| ИСК | Исключён из протокола соревнований                                 |
| ТТ | Заявлен для участия только в тренировках                           |
| НС | Участвовал в квалификации, но не стартовал в гонке                 |
| Т | Травмирован или болен                                              |
| ОТК | Отказ от участия                                                   |
| НТР | Прибыл на соревнования, но на трассу не выезжал                    |
| НПР | Был заявлен в числе участников, но не прибыл к началу соревнований |
| О | Соревнования отменены                                              |
| | Не участвовал                                                      |
| Поул-позиция |                                                                    |
| Быстрый круг |                                                                    |

| год  | Team    | Шасси         | Двигатель | 1        | 2        | 3        | 4       | 5        | 6        | 7       | 8        | 9       | 10       | 11      | 12       | 13     | 14       | 15       | 16       | Место | Очки |
| 1988 | Минарди | Minardi M188  | Cosworth  | БРА Сход | САН 11   | МОН Сход | МЕК 11  | КАН 13   | ДЕТ Сход | ФРА НКЛ | ВЕЛ Сход | ГЕР НКВ | ВЕН 10   | БЕЛ НКВ | ИТА Сход | ПОР 8  | ИСП 12   | ЯПО 15   | АВС Сход | 22    | 0    |
| 1989 | Минарди | Minardi M188B | Cosworth  | БРА Сход | САН Сход | МОН Сход |         |          |          |         |          |         |          |         |          |        |          |          |          | 28    | 1    |
| 1989 | Минарди | Minardi M189  | Cosworth  |          |          |          | МЕК НКВ | США Сход | КАН Сход | ФРА НКВ | ВЕЛ 6    | ГЕР НКВ | ВЕН Сход | БЕЛ 15  | ИТА 8    | ПОР 12 | ИСП Сход | ЯПО Сход | АВС НКВ  | 28    | 1    |